# Ismael Fuentes
Ismael Ignacio Fuentes Castro (* 4. August 1981) ist ein ehemaliger chilenischer Fußballspieler.

## Karriere

### Verein
Fuentes, dessen Spitzname El Chupalla auf einen traditionellen chilenischen Sombrero zurückgeht, erlernte das Fußballspielen beim Drittligisten CD Linares. Zu Karrierebeginn wechselte er im Jahr 2001 zum Erstligisten CSD Rangers Talca, mit denen er 2002 den Vizemeistertitel der Apertura erspielen konnte. Erst allmählich entwickelte sich der Defensivspieler zum Leistungsträger. 2004 entschied er sich zu einem Wechsel zum chilenischen Rekordmeister CSD Colo-Colo. Doch dieses Engagement blieb nur von kurzer Zeit und schnell verließ er den chilenischen Topklub wieder, um im Ausland bei Jaguares de Chiapas anzuheuern. Beim mexikanischen Verein blieb Fuentes fünf Jahre. Einzig in der Saison 2009 wurde er an Ligakonkurrenten Atlas Guadalajara verliehen. 2006 konnte er mit den Jaguares die Liga (Clausura) dominieren: Anschließend verpasste man dann aber einen Erfolg in den Play-off-Spielen. 2010 zog es den Abwehrspieler wieder in die Heimat zurück, wo er sich auf Leihbasis CD Universidad Católica anschloss. Mitte 2010 kehrte er zu den Jaguares zurück und blieb noch zwei Jahre. Im Jahr 2012 wechselte er zu UAT Correcaminos in die Ascenso MX, kam dort aber nur auf vier Einsätze. Er schloss sich im Jahr 2013 CD Antofagasta in seinem Heimatland an. Er kam in der Hälfte der Spiele zum Zuge. Ein Jahr später heuerte bei Santos de Guápiles in Costa Rica an. Mitte 2015 wechselte er zu Coquimbo Unido. Im Jahr 2017 beendete er seine Karriere.

### Nationalmannschaft
Fuentes Debüt in der Nationalmannschaft gab er im Jahr 2003, als er vom damaligen Trainer Juvenal Olmos für das in Chile ausgetragene Qualifikationsturnier für das olympische Fußballturnier 2004 in Athen nominiert wurde. Einige Zeit später holte ihn der neue Trainer Nelson Acosta in die A-Nationalmannschaft, nahm ihn auch zur Copa América 2007 in Venezuela mit, wo der Innenverteidiger in allen Spielen eingesetzt wurde. Im Mai 2010 wurde Fuentes von Trainer Marcelo Bielsa in den Kader der Chilenischen Nationalmannschaft bei der Fußball-Weltmeisterschaft 2010 in Südafrika. Obwohl er während der Qualifikation zur WM einen Stammplatz unter Bielsa hatte, stand er während des Weltmeisterschaftsturniers in der zweiten Reihe hinter Waldo Ponce und Gary Medel.